# Burgruine Uprode
Die Burgruine Uprode, auch Schloss Uprode genannt, befindet sich auf 603,6 m ü. NHN oberhalb des kleinen Dorfes Oppenroth, das nach Weißdorf im Landkreis Hof in Bayern eingemeindet ist.

## Geschichte
Die Höhenburg Uprode wurde um 1320 von den Rittern von Sparneck zur Sicherung ihres Stammlandes erbaut. Weitere benachbarte Burgen der Sparnecker waren das Wasserschloss in Weißdorf, die Sitze von Sparneck, Stockenroth, Hallerstein, Gattendorf und die Burgen auf dem Waldstein. Die Burg Uprode wurde 1373 erstmals urkundlich erwähnt. Die Sparnecker verkauften sie an die Burggrafen von Nürnberg, unter den Zeugen befand sich Heinrich von Kotzau. Später ging der Besitz der Burg an die verwandten Herren von Lüchau über. In dieser Zeit vermutet man auch eine Zerstörung der Burg durch die Hussiten. Ende des 15. Jahrhunderts zogen die Familien Kotzau und Reitzenstein in die Burg, der Anteil der Reitzensteiner ging durch Verkauf kurzfristig an Georg Blassenberger über.
Die Sparnecker erhielten 1494 die Burg zurück. Am 11. Juli 1523 fand sie allerdings ihr jähes Ende durch den Schwäbischen Bund. Dieser vernichtete zahlreiche kleine Burgen in Mitteldeutschland, deren Besitzer als Helfershelfer des Raubritters Thomas von Absberg entführte Nürnberger Kaufleute gefangen hielten. Zwar erhielt Melchior von Sparneck, Domherr zu Regensburg als Mitbesitzer aufgrund der Zerstörungen eine geringfügige finanzielle Entschädigung, die Verantwortung seiner Brüder blieb jedoch unbestritten. Mit der Zerstörung ihrer Burgen verloren die Sparnecker auch den Einfluss in ihrem angestammten Gebiet.
Die Burg ist seitdem eine Ruine. Es sind Mauerreste, Fundamente und Grabenanlagen im Wald sichtbar. Auch verstreute Teile des gesprengten Turmes sind noch gut zu erkennen. In der jüngsten Zeit wurden am vorbeiführenden Wanderweg Schautafeln angebracht. Eine Bestandssicherung oder Grabungen hat es bisher nicht gegeben.
Der Kartograph Johann Christoph Stierlein stellte 1816 eine erstmals sehr präzise Karte des Burgbereichs mit dem noch vorhandenen Bestand her.
Durch den Orkan Kyrill am 18. Januar 2007 erlitt die Ruine weitere Schäden.

### Der Holzschnitt des Hans Wandereisen

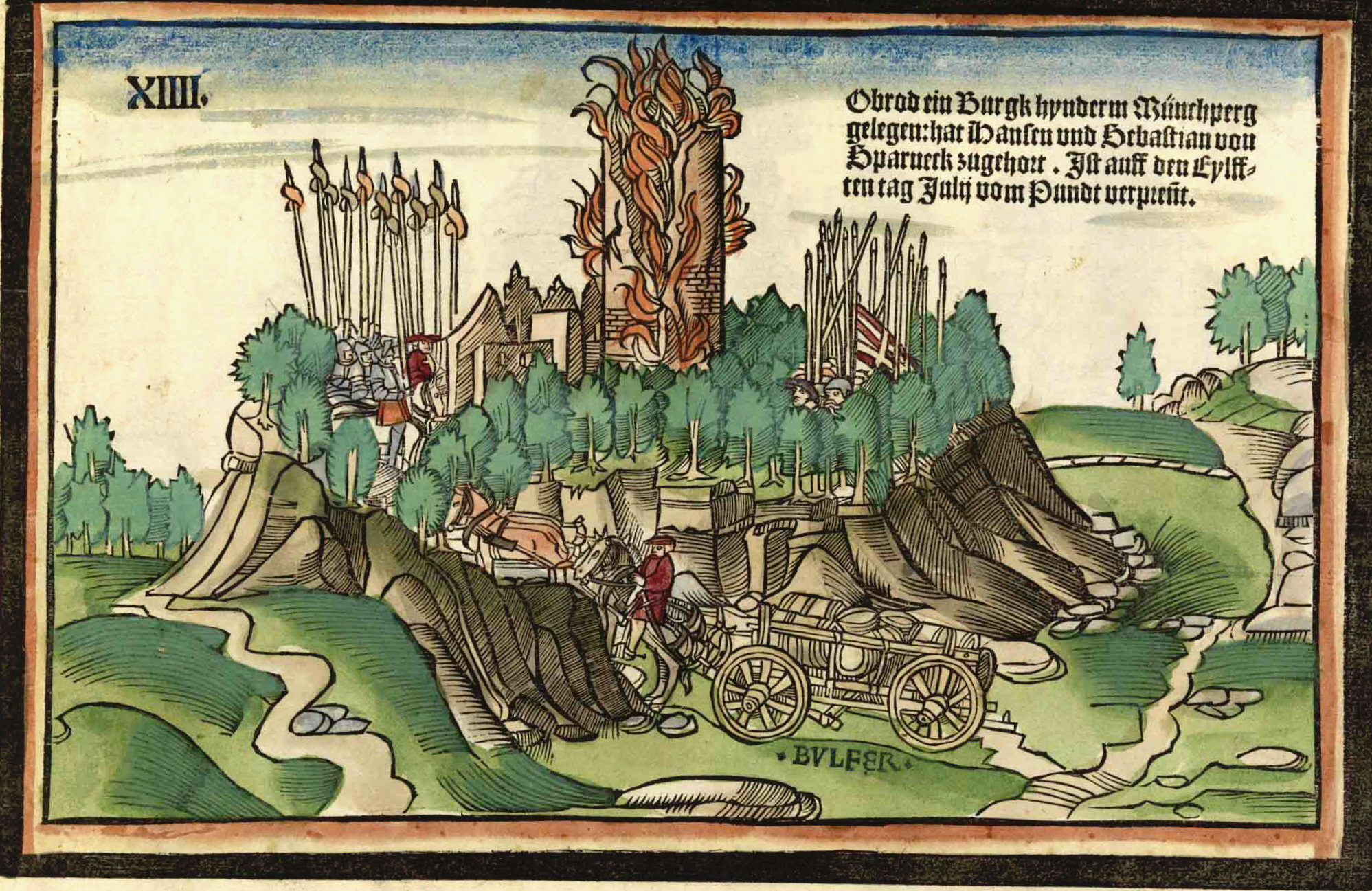
Der Holzschnitt des Hans Wandereisen

Auf dem Holzschnitt wird die Burg als bereits zerstört dargestellt. Die Truppen sprengen noch den Bergfried, der bereits in Flammen steht. Zu bemerken ist, dass der Wagen, der sich auf dem Weg zur Anlage befindet, mit „Bulfer“ (Pulver) unterschrieben ist. Das ist die einzige Kennzeichnung der Fässer, die auf fast allen Schnitten zu erkennen sind.

## Einzelbelege
1. ↑  Artikel der Frankenpost vom 3. Mai 2007